# Luxembourg aux Jeux olympiques de la jeunesse d'hiver de 2012
Le Luxembourg a participé aux Jeux olympiques de la jeunesse d'hiver de 2012 à Innsbruck en Autriche du 13 au 22 janvier 2012. L'équipe luxembourgeoise était composée d'une athlète et de trois officiels. Ferand Guth était le chef de mission de l'équipe.

## Résultats

### Ski alpin
Le Luxembourg a qualifié une femme en ski alpin.
Femme
| Athlète            | Épreuve             | Finale        | Finale        | Finale        | Finale |
| Athlète            | Épreuve             | Manche 1      | Manche 2      | Total         | Rang   |
| ------------------ | ------------------- | ------------- | ------------- | ------------- | ------ |
| Catherine Elvinger | Slalom              | 48 s 25       | 44 s 73       | 1 min 32 s 98 | 18     |
| Catherine Elvinger | Slalom géant femmes | 1 min 03 s 44 | 1 min 04 s 16 | 2 min 07 s 60 | 29     |